# Engelsbergs oliefabrik
Engelsbergs oliefabrik, verdens ældste bevarede olieraffinaderi, bygget i 1875 på øen Barrön (også kendt som Oljeön) ved Ängelsberg i søen Åmänningen, Västmanland, Sverige.
Raffinaderiet er i dag et museum og tilhører Ekomuseum Bergslagen. Raffinaderiet er åbent for besøg i sommerhalvåret, og overfart til øen sker med turbåden Petrolia.